# Tibor Serly
Tibor Serly (født 25. november 1901 i Losonc Ungarn, død 8. oktober 1978 i London England) var en ungarsk komponist, violinist og lærer.
Serly studerede hos Zoltán Kodály og Bela Bartok, specielt den sidste influerede og prægede hans liv som komponist.
Han færdigskrev også et par af Bartoks værker efter dennes død i 1945. Han har skrevet 4 symfonier, orkesterværker, koncerter, sonater etc.
Serly underviste også, bl.a. på Manhattan School of Music i New York, og var kortvarigt solist med The NBC Symphony Orchestra, med Arturo Toscanini som dirigent.
Han helligede sig så igen komposition, og begyndte at lytte til, og blive inspireret af Igor Stravinskij, Darius Milhaud, Sergej Prokofjev og Ralph Vaughan Williams.

## Udvalgte værker
- Symfoni nr. 1 (1931) - for orkester
- Symfoni nr. 2 (1932) - for træblæsere, messingblæsere og slagtøj
- Symfoni nr. 3 (1956-1958) - for strygerorkester
- Symfoni nr. 4 (1960) - for strygerorkester
- Violinkoncert (1953-1958) - for violin og orkester
- 2 Bratschkoncerter (1929, 1975) - for bratsch og orkester
- Klaverkoncert (1946-1954) - for 2 klaverer og orkester
- Trombonekoncert (1951) - for trombone og orkester
- Rapsodi (over folkesange) (1947) - for bratsch og kammerorkester